# Clever reisen!
Clever reisen! ist der Titel eines deutschsprachigen Reisemagazins. Es erscheint seit 1986 vierteljährlich in Deutschland, Österreich und der Schweiz im Markt Control Multimedia Verlag. Die Reisezeitschrift trug bis zum 16. April 2003 zunächst den Titel fliegen & sparen. Im Heft werden touristische Themen mit Fokussierung auf den Verbraucher behandelt. Schwerpunkt sind Flugreisen. Ergänzt wird der Inhalt durch Kreuzfahrten, Bahn-, Bus- und Autoreisen.
Das Reisemagazin bietet seinen Lesern unter anderem News aus der Touristikbranche, Empfehlungen zu Reisezielen, Preisvergleiche, Tipps und Tricks sowie Testberichte zu Reisedienstleistern und ihren Produkten. Eine Ausgabe umfasst derzeit 116 Seiten. Seit 1999 existiert ein Online-Ableger des Magazins unter dem Domainnamen fliegen-sparen.de.
Die Zeitschrift unterlag bis 2014 der Auflagenkontrolle durch die IVW.

## Leser
Die Leser von Clever reisen! sind zu 60 % männlich und 40 % weiblich. Das Durchschnittsalter beträgt 48,5 Jahre. 25,5 % der Leser sind Freiberufler oder Selbständige, 21 % arbeiten als leitende Angestellte, weitere 33 % sind einfache Angestellte sowie Beamte und 20,5 % zählen zu den Rentnern und Pensionären.
Weitere Daten unterstreichen, dass die Zielgruppe vorwiegend der Mittelschicht angehört. Nach einer eigenen Stammleser-Analyse vom Oktober 2008 beträgt der durchschnittliche Reiseetat eines Lesers 3200 Euro. 41,5 % verreisen zweimal im Jahr mit einer Dauer von mindestens 6 Tagen, weitere 36,4 % unternehmen drei oder mehr Urlaubsreisen pro Jahr. Mehr als die Hälfte der Leser, 52,6 %, bevorzugen Hotels der gehobenen Mittelklasse.